# Récréâtrales
Les Récréâtrales (Résidences Panafricaines d’écriture, de création et de recherche théâtrales) est un festival de théâtre qui se tient chaque deux ans à Ouagadougou au Burkina Faso. La particularité de ce festival est que les spectacles se tiennent dans les concessions des habitants du quartier qui abrite l'évènement. 

## Historique
Les Résidences Panafricaines d’écriture, de création et de recherche théâtrales ont été fondé par le dramaturge et metteur en scène Etienne Minoungou en 2002. Les Récréâtrales ont été initié dans le but de créé un espace où metteurs en scène, comédiens, scénographes, ..., se retrouve pour partager leur expérience, et créer des pièces de théâtre qui seront diffusées 10 mois après à Ouagadougou. Après trois éditions annuelles dont 2002, 2003 et 2004; le festival devient un rendez-vous biannuel en 2006. 
Dans la même année, les spectacles qui se déroulaient dans les lieux habituels de diffusion comme le Carrefour international du théâtre de Ouagadougou, l'Espace culturel Gambidi; se concentre à Gounghin (secteur de Ouagadougou) plus précisément dans le quartier de Bougsemtenga.  Dès lors, en harmonie avec les habitants du quartier, les spectacles commencent à être diffusé dans les concessions, au théâtre des Récréâtrales  et à l'Institut national de formation artistique et culturelle (INAFAC). 
L'écrivain, dramaturge et metteur en scène Aristide Tarnagda dirige l'évènement depuis 2016 en tant que Directeur. À ses côtés, Odile Sankara, élue présidente des Récréâtrale depuis 2019. 

## Articulation
Les Résidences Panafricaines d’écriture, de création et de recherche théâtrales s'articulent autour de quatre grands axes que sont : 

### Les connivences
Cette première étape consiste à la formation des jeunes acteurs et stagiaires du Labo Elan. Les formations sont essentiellement centrées sur l'écriture, le jeu d'acteur et la mise en scène. Elle abrite également la formation en scénographie, dessin, électricité, analyse d'images, etc. afin d'assuer l'aménagement de la rue des Récréâtrales lors du festival. 

### Le côté court
Le côté est l'étape de recherches pour les metteurs en scène, acteurs et scénographes des pays et équipes de création sélectionnées pour prendre part au festival. C'est aussi la période de création des oeuvres pour la scénographie de l'évènement. 

### Les résidences
Les résidences sont une étape cruciale dans le déroulement du festival car c'est la période de création et de production des pièces qui seront diffusés lors de la plate-forme festival. 

### La plateforme festival
Etape de diffusion des spectacles et ouverte au public. La plate-forme festival englobes plusieurs activités et se tient généralement sur une semaine. 
- Le spectacle d'ouverture : En présence des autorités, des partenaires et des personnalités, le spectacle d'ouverture se tient le premier jour du festival. Elle est parsemée de discours, et souvent d'une représentation chorégraphique, et d'autres prestations artistiques.
- Cuvée Récré : Elle concerne les spectacles qui ont fait l'objet de résidences de création au sein des Récréâtrales.

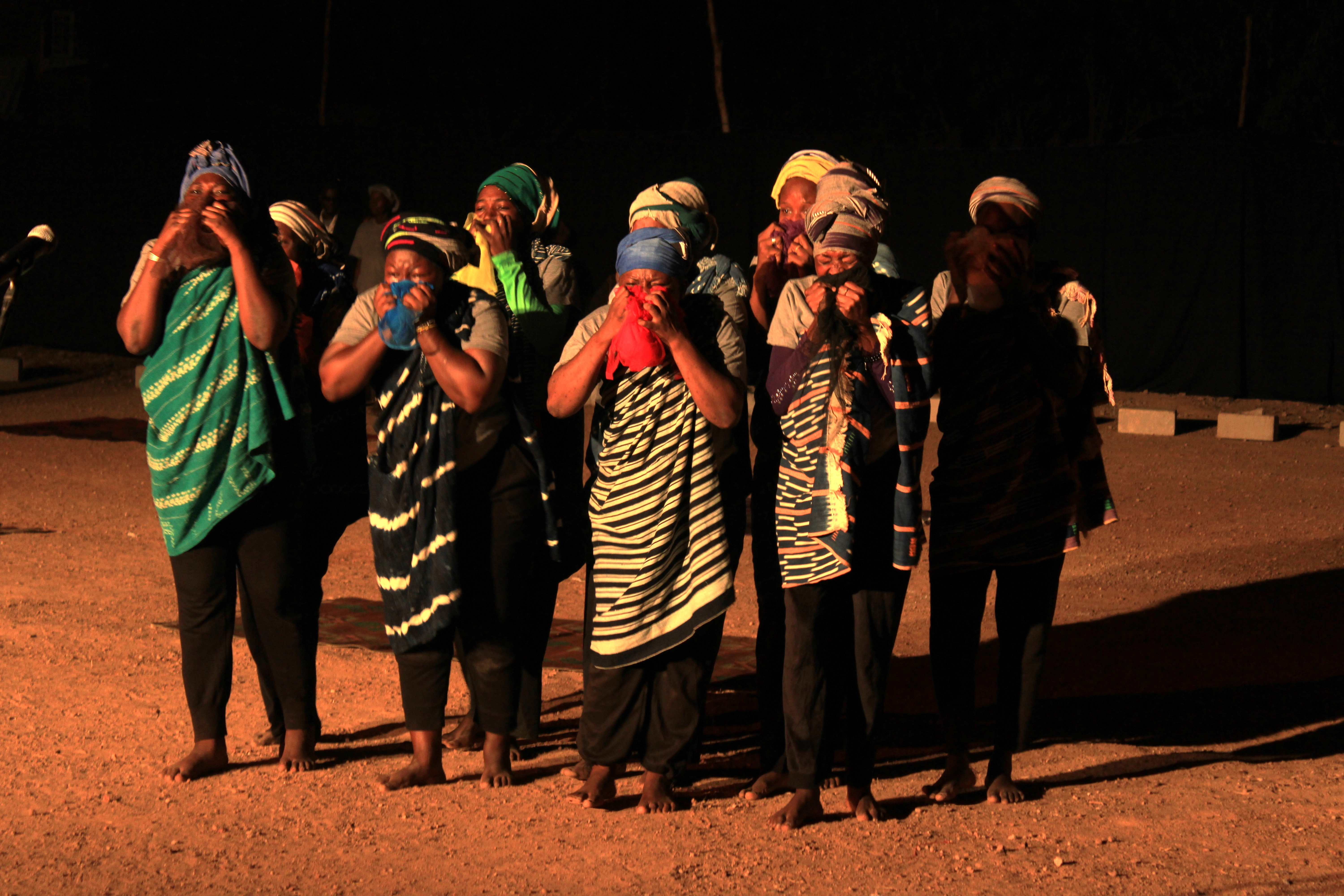
Representation de la pièce de théâtre "Tu dis PDI"

- Vents d'ailleur : Ce sont les spectacles invités pour le festival.
- Projet Jeune public :  Les Récréâtrales abritent depuis quelques années un espace destiné aux enfants. Il s'agit d'initier des enfants et aux jeunes du quartier de 8 à 16 ans à plusieurs disciplines artistiques (lecture, conte, danse, musique, scénographie et architecture). Le résultat de ces ateliers est diffusé lors du festival[5].

- Les Soirées Partage : Se tenant dans les concessions, elles se déroulent sous forme de panels avec chaque soir, une personnalité africaine s’étant illustrée dans les domaines de l’art, de la politique, de la science. Les soirées partages ont été initiés en 2014[6].
- Langues d'Afrique : Initié en 2016 par Aristide Tarnagda, cette activité consiste à faire une lecture théâtrale dramatique des textes de certains auteurs africains.
- Les Nuits musicales : Ce sont des concerts lives avec des artistes burkinabès et africains tel que: Kayawoto, Awa Boussim, Kalahm, Nabalum, Amzy, Sofiano, Elty, Flora Paré, Dobet Gnahoré, etc[7].

## Dates clés
- 2024 : Institution du prix Récréâtrales[8];
- 2021 : La rue 9.32 dans le quartier de Bougsemtenga à Gounghin, rue « des recréatrales »[9],
- 2022 : 20è anniversaire[10],
- 2018 : Inauguration du Théâtre des Récréâtrales,
- 2014 : Création du Labo Elan, laboratoire de recherche théâtrale[11],
- 2012: 10 ans d'existence[12],
- 2008 : Début des ateliers de scénographie et de l'aménagement de la rue des Récréâtrales[13],
- 2006 : Les Récréâtrales commencent à se donner une thématique pour chaque édition;
- 2006 : Le festival devient biannuel,
- 2006 : Les spectacles sont accueillis par les familles dans leurs concessions au quartier Bougsemtenga[14],
- 2003: Initiation des colloques et panels.

## Thématiques
Bien qu'existant depuis 2002, c'est en 2006 lors de la 4è édition que les Récréâtrales ont commencé à se donner un thème à chaque édition. 
- 2024 : Tourner la face au soleil[15],
- 2022 : Faire visage
- 2020 : Nous dresser
- 2018 : Tresser le courage
- 2016 : Sortir de l'ombre
- 2014 : Tenir la main au futur ! Qu'il ne tremble pas. Qu'il sourit !
- 2012 : Insoumissions
- 2010 :Indépendantistes
- 2008 :
- 2006 : Résistances

## Programmation artistique
Les Résidences Panafricaines d’écriture, de création et de recherche théâtrales ne se limite par qu'au théâtre, elles incluent dans sa programmation d'autres arts tel que : la danse, la musique, etc. Et regroupent des compagnies et artistes de plusieurs pays. 

### 13è édition
"Tourner face au soleil, c'est le thème sous lequel s'est tenue la 13è édition des Récréatrales. La programmation fut la suivante : 
| Texte, Mise en scène, chorégraphie    | Titres                                           | Genre           | Pays                    |
| ------------------------------------- | ------------------------------------------------ | --------------- | ----------------------- |
| Irène Tassembedo                      | Tourner la face au soleil                        | Danse           | Burkina Faso            |
| Djibril Ouattara & Aristide Tarnagda  | Tu dis PDI                                       | Danse - Théâtre | Burkina Faso            |
| Cédric Mabudu / William Sham Weteshe  | Face- Oserons-nous un jour?                      | Théâtre         | Bénin RD Congo          |
| Stanislas Sauphanor / Josué Mugisha   | Le Royaume de Mirpou                             | Théâtre         | Burundi Martinique      |
| Laura Sheila Inangoma / Hanifa Dobila | Je me souviens très bien/ Le temps d'un souvenir | Théâtre         | Burundi Togo            |
| Serge Aimé Coulibaly                  | C' La vie                                        | Danse           | Burkina Faso            |
| Edouard Glissant / Etienne Minoungou  | Le tremblement du monde                          | Théâtre         | Burkina Faso Martinique |
| Jeanne Diama / Assitan Tangara        | Tafé Fanga?                                      | Théâtre         | Mali                    |
| Safoura Kaboré / Odile Sankara        | Noces                                            | Théâtre         | Burkina Faso            |
| Moussa Petit sergent                  | The Way of my life                               | Humour          | Burkina Faso            |
| Aïcha Compaoré                        | Derniers Maux                                    | Performance     | Burkina Faso            |
| Marion Alzieu / Mickaël Florestan     | Hild fast                                        | Performance     | France                  |

### 12è édition
Avec pour thème "Faire visage" le festival se tient du 29 octobre au 05 Novembre 2022. 
| Texte, Mise en scène, chorégraphie   | Titres                                  | Genre               | Pays                     |
| ------------------------------------ | --------------------------------------- | ------------------- | ------------------------ |
| Serge Aimé Coulibaly                 | Une veillé au sahel                     | Danse               | Burkina Faso             |
| Djibril Ouattara & Aristide Tarnagda | Tu dis PDI                              | Danse - Théâtre     | Burkina Faso             |
| Sèdjro Giovanni Houansou             | Que nos enfants soient des géants       | Théâtre             | Bénin                    |
| Michael Disanka & Christiana Tabaro  | Géométrie(s) de vie(s)                  | Théâtre             | RD Congo                 |
| Léonora Miano & Francis Lassus       | La foufoune Not so in love ces jours-ci | Lecture musicale    | Cameroun France          |
| Aristide Tarnagda                    | Terre ceinte                            | Théâtre             | Burkina Faso Sénégal     |
| Salia Sanou                          | A nos combats                           | Danse               | Burkina Faso             |
| Paul Pingwindé Zoungrana             | Beogneere, l'espoir de la savane        | Théâtre             | Burkina Faso             |
| Véronique Kanor & Alain Timar        | Moi, Khadafi                            | Théâtre             | Guyane Martinique France |
| Aristide Tarnagda                    | La plus secrète mémoire des hommes      | Lecture théâtrale   | Burkina Faso Sénégal     |
| Bibata Ibrahim Maïga                 | Esprit Bavard                           | Performance - Danse | Mali                     |

### 11è édition
La plateforme festival de cette édition s'est déroulé du 24 au 31 octobre 2020 sous le thème "Nous dresser".
| Texte, Mise en scène, chorégraphie     | Titres                                           | Genre   | Pays                  |
| -------------------------------------- | ------------------------------------------------ | ------- | --------------------- |
| Aguibou Bougobali Sanou                | Gomtiégo                                         | Danse   | Burkina Faso          |
| Sinzo Aanza & Aristide Tarnagda        | Le quartier                                      | Théâtre | Burkina Faso RD Congo |
| Sèdjro Giovanni Houansou & Djo Ngelaka | Courses au soleil                                | Théâtre | Bénin RD Congo        |
| Basile Yawanké                         | Les enfants hiboux ou les petits ombres de nuits | Théâtre | France Togo           |
| Sinzo Aanza & Aristide Tarnagda        | Plaidoirie pour ventre le Congo                  | Théâtre | Burkina Faso RD Congo |
| Serge Aimé Coulibaly                   | Wakatt                                           | Danse   | Burkina Faso          |
| Zeinabou Jallo & Carole Karemera       | Murs-Murs                                        | Théâtre | Rwanda Nigéria        |
| Etienne Minungou & Felwin Sarr         | Traces - Discours aux nations africaine          | Théâtre | Burkina Faso Sénégal  |

### 10è édition
La dixième édition du festival a eu lieu du 26 octobre au 03 novembre 2018 avec la programmation suivante : 
| Texte, Mise en scène, chorégraphie  | Titres                  | Genre   | Pays                  |
| ----------------------------------- | ----------------------- | ------- | --------------------- |
| Hermine Yollo & Moussa Doubouya     | Das Dong                | Théâtre | Cameroun Guinée       |
| Aristide Tarnagda & Odile Sankara   | Musika                  | Théâtre | Burkina Faso          |
| Arezki Mellal & Patrick Janvier     | Le Général fou          | Théâtre | Algérie France        |
| Sinzo Aanza & Aristide Tarnagda     | Que ta volonté soit Kin | Théâtre | Burkina Faso RD Congo |
| Dieudonné Niangouna                 | Prospero                | Théâtre | Congo                 |
| Souleymane Bah & Bilia Bah          | Danse avec le diable    | Théâtre | Guinée                |
| Serge Aimé Coulibay                 | Kirina                  | Danse   | Burkina Faso          |
| Odile Sankara                       | Parole Due              | Théâtre | Burkina Faso          |
| Dorothée Munyaneza                  | Unwanted                | Danse   | Rwanda France USA     |
| Wilfrid Ouédraogo & David Zoungrana | Formidable              | Conte   | Burkina Faso          |
| Zini Théâtre                        | Sandscape               | Théâtre | Afrique du Sud        |
| Moussa Petit sergent                | Moussa rit du monde     | Humour  | Burkina Faso          |
| Omar Defunzu                        | Quand j'étais laid      | Humour  | Gabon                 |

### 9è édition
La 9è édition des Récréâtrales s'est déroulé du 29 octobre au 05 novembre 2018 avec une programmation comme suit: 
| Texte, Mise en scène, chorégraphie         | Titres                                        | Genre   | Pays                                  |
| ------------------------------------------ | --------------------------------------------- | ------- | ------------------------------------- |
| Ali K. Ouédraogo / Freddy Sabimbona        | Les Sans...                                   | Théâtre | Burkina Faso Burundi Togo             |
| Elemawusi Marc Agbedjidji / Gustave Akakpo | Si tu sors, je sors !                         | Théâtre | Togo                                  |
| Paul P Zoungrana / Mahamadou Tindano       | To be or not to be !                          | Théâtre | Burkina Faso                          |
| Sinzo Aanza / Aristide Tarnagda            | Que ta volonté soit Kin                       | Théâtre | Burkina Faso RD Congo                 |
| Serge Aimé Coulibaly                       | Kalakuta Republik                             | Danse   | Burkina Faso France Belgique Cameroun |
| Bérangère Jannelle                         | Africa Démocratik Room                        | Théâtre | Benin Burkina Faso RD Congo Togo      |
| Fiston Mwanza Mujila / Julie Kretzschmar   | Tram 83, la première nuit                     | Théâtre | RD Congo Mali France Côte d'Ivoire    |
| Hakim Bah / Aristide Tarnagda              | Gentil petit Chien                            | Théâtre | Burkina Faso Guinée                   |
| Sony Labou Tansi / Patrick Janvier         | Si nous voulons vivre                         | Théâtre | Congo France Belgique Burkina Faso    |
| Tejeutsa Zobel dit Snake                   | Sortir de l'ombre                             | Danse   | Cameroun                              |
| Sony Labou Tansi / Ildevert Meda           | La parenthèse de sang                         | Théâtre | RD Congo Burkina Faso                 |
| Carlo Collodi / Gigi Tapella               | Pinochio - Du bois dont sont faits les hommes | Théâtre | Italie Bénin                          |
| Aimé Césaire / Christian Schiaretti        | Une saison au Congo                           | Théâtre | France                                |
| Moïse Touré / Bernard Marie Kotlès         | Avant la forêt                                | Théâtre | Burkina Faso France                   |
| Réné Depestre / Pietro Varrasso            | Un Arc en ciel pour l'occident Chrétien       |         | Haïti Belgique France                 |

### 8è édition
La plateforme festival a eu lieu du 25 octobre au 02 novembre 2014. 
| Texte, Mise en scène, chorégraphie         | Titres                            | Genre   | Pays                      |
| ------------------------------------------ | --------------------------------- | ------- | ------------------------- |
| Koffi Kwahulé / Isabelle Pousseur          | L’odeur des arbres                | Théâtre | Côte d'Ivoire France      |
| Jan-Christoph Gockel /Création collective  | La fièvre du coltan. Escale Ouaga | Théâtre | Allemagne Burkina Faso    |
| Jean-Pierre Guingané /Paul P.Zoungrana     | La malice des hommes              | Théâtre | Burkina Faso              |
| David-Minor Ilunga /Jean Hamado Tiemtore   | La nuit des trois morts           | Théâtre | Burkina Faso RD Congo     |
| Serge-Aimé Coulibaly / Smockey             | Nuit blanche à Ouagadougou        | Danse   | Burkina Faso              |
| Sidiki Yougbaré / Aristide Tarnagda        | Siindi                            | Théâtre | Burkina Faso              |
| Williams Sassine / Kouam Tawa              | Mémoire d’une peau                | Théâtre | Cameroun                  |
| Koffi Kwahulé / Abdon Fortuné Koumbha      | Monsieur Ki                       | Théâtre | Côte d'Ivoire Congo       |
| Aristide Tarnagda / Marie Pierre Bésanger  | Terre rouge                       | Théâtre | France Burkina Faso       |
| Gustave Akakpo / Cédric Brossard           | Arrêt sur image                   | Théâtre | Côte d'Ivoire France Togo |
| Tatiana Rojo / Éric Checco                 | La dame de fer                    | Théâtre | Côte d'Ivoire France      |
| Massidi Adiatou / Jenny Mezile             | La rue princesse                  | Danse   | Côte d'Ivoire             |
| Dieudonné Niangouna / Jean Hamado Tiemtore | M’appelle Mohamed Ali             | Théâtre | Burkina Faso Congo        |
| Birago Diop / Amadou Bourou                | Sarzan                            | Théâtre | Burkina Faso              |

### 7è édition
Avec pour thème "Insoumissions" le festival se tient du 02 au 08 Novembre 2012. 
| Texte, Mise en scène, chorégraphie  | Titres                        | Genre   | Pays                   |
| ----------------------------------- | ----------------------------- | ------- | ---------------------- |
| Khalil Gibran / Martin Ambara       | Carte blanche à Martin Ambara | Théâtre | Cameroun               |
| Hakim Bah / Souleymane Bah          | Sur la pelouse                | Théâtre | Guinée                 |
| Koulsy Lamko / Djamal Ahmat Mahamat | Sarzan Sou IV                 | Théâtre | Burkina Faso Tchad     |
| Aristide Tarnagda                   | Si je les tuais tous madame   | Théâtre | Burkina Faso           |
| Sidiki Yougbaré                     | Naak Naak                     | Théâtre | Burkina Faso           |
| Tim Winsey                          | Tim Winsey                    | Musique | Burkina Faso           |
| Mahamadou Tindano /Abidine Dioari   | La danseuse de l'eau          | Théâtre | Burkina Faso           |
| Isabelle Pousseur                   | Songe d'une nuit d'été        | Théâtre | Burkina Faso Belgique  |
| Guy Theunissen / Brigitte Baillieux | Dandin in Afrika              | Théâtre | Belgique Burkina Faso  |
| Wilfried N’Sondé / Dani Kouyaté     | Ombres d'espoir               | Théâtre | Allemagne Burkina Faso |
| Peter Weiss / Dorcy Rugamba         | Instruction                   | Théâtre | Rwanda                 |

### 6è édition
La plateforme festival de cette édition s'est déroulé du 04 au 12 novembre 2010 sous le thème "Indépendantistes". 
| Texte, Mise en scène, chorégraphie      | Titres                           | Genre   | Pays                  |
| --------------------------------------- | -------------------------------- | ------- | --------------------- |
| Obou De Sales Vagba                     | Les convives de la maison Sapézo | Théâtre | Côte d'Ivoire         |
| Guy Junior Regis / Patrick Joseph       | Incessants                       | Théâtre | Haïti                 |
| Dieudonné Niangouna                     | SPR                              | Théâtre | Congo                 |
| Ildevert Meda                           | Kubidu Abanda                    | Théâtre | Burkina Faso          |
| Gérard P. Kientega / Emile Abossolo Mbo | Paroles de forgeron              | Conte   | Burkina Faso Cameroun |
| Laurent Gaude / Esther Siraba Kouyaté   | Salina                           | Théâtre | Mali Burkina Faso     |
| Philippe Laurent / Daniel Marcelin      | Ayiti                            | Théâtre | Belgique Haïti        |
| Emile Abossolo Mbo                      | Champs de sons                   | Théâtre | Cameroun              |
| M’Hamed Benguettaf / Christophe Merle   | Fatma                            | Théâtre | Sénégal France        |
| Edoxi Gnoula / Sidiki Yougbaré          | Ziitba                           | Danse   | Burkina Faso          |
| Pascal Rome                             | Le Musée Bombana de Kokologo     | Théâtre | France Burkina Faso   |
| Leila Toubel / Ezzeddine Gannoun        | The End                          | Théâtre | Tunisie               |
| Hamilton Dhlamini                       | Zakata                           | Théâtre | Afrique du Sud        |

### 5è édition
La phase festival de la 5è édition des Récréâtrales s'est tenu du 06 au 14 octobre 2008. 
| Texte, Mise en scène, chorégraphie                   | Titres                         | Genre   | Pays                       |
| ---------------------------------------------------- | ------------------------------ | ------- | -------------------------- |
| Luis Marquès / Abidine Coulidiaty                    | Tatu ou Vestiges d’un désastre | Théâtre | Burkina Faso Côte d'Ivoire |
| Laetitia Ajanohun / Kombert Coffi Quenum             | Ce vide en elle                | Théâtre | Bénin                      |
| Alfred Dogbé / Edouard Lompo                         | Burocrassie                    | Théâtre | Niger                      |
| Jean Kantchebe Banépo Marédja / Luc Alanda Koubidina | L’Autre Bord                   | Théâtre | Togo                       |
| Sophie Heidi Kam / Ildevert Meda                     | Et le soleil sourira à la mer  | Théâtre | Burkina Faso               |
| Diogène « Atome » Ntarindwa / Philippe Laurent       | Carte d’identité               | Théâtre | Rwanda                     |
| Pierre Sylvain Bitsindou dit Scafio                  | Afrique Zala Fulu, la poubelle | Théâtre | RD Congo                   |
| Areski Mellal / Maria Zachenska                      | En remontant le Niger          | Théâtre | France Algérie             |
| Etienne Minoungou / Hamado Tiemtoré                  | A la vie A la mort             | Théâtre | Burkina Faso               |
| Aristide Tarnagda / Paul Zoungrana                   | Les Larmes du ciel d’août      | Théâtre | Burkina Faso               |

### 4è édition
Du 01 août au 08 octobre 2006, les récréâtrales se tiennent sous le thème "Résistances". 
| Texte, Mise en scène, chorégraphie | Titres                                           | Genre   | Pays            |
| ---------------------------------- | ------------------------------------------------ | ------- | --------------- |
| Martin Ambara                      | Roméo et Juliette…Assez !                        | Théâtre | Cameroun        |
| Kangni Alem / Ramsès B. Alfa       | Mon cancer aux tropiques                         | Théâtre | Togo            |
| Aristide Tarnagda / Fabrice Imbert | De l’amour au cimetière                          | Théâtre | Burkina Faso    |
| Rodrigue Norman / Hien Touviel     | Allo ! L’Afrique                                 | Théâtre | Côte d'Ivoire   |
| Valérie Goma                       | Droits du sol - ou Cahier d’un impossible retour | Danse   | France Cameroun |

### 3è édition
Cette édition s'est déroulée du 1er août au 31 octobre 2004 et a réuni 4 pays : 
| Texte, Mise en scène, chorégraphie | Titres                         | Genre   | Pays         |
| ---------------------------------- | ------------------------------ | ------- | ------------ |
| Rodrigue Norman                    | Chronique des années du partir | Théâtre | Togo         |
| Dieudonné Niangouna                | Banc de Touche                 | Théâtre | Congo        |
| Gaétan Félix Somé                  | L’Aube des renaissances        | Théâtre | Burkina Faso |
| Alfred Dogbé                       | Richard III                    | Théâtre | Niger        |

### 2è édition
La deuxième édition du festival a eu lieu du10 juillet au 10 septembre 2003 avec une programmation comme suit :
| Texte, Mise en scène, chorégraphie | Titres                               | Genre   | Pays          |
| ---------------------------------- | ------------------------------------ | ------- | ------------- |
| Alfred Dogbé                       | Du gombo pour deux légumes           | Théâtre | Niger         |
| Luis Marques                       | L’œil du Cyclône                     | Théâtre | Côte d'Ivoire |
| Gustave Akakpo                     | Ma férolia entre boues et poussières | Théâtre | Togo          |
| Hermas Gbaguidi                    | Mopouaka ou la Femme mossi           | Théâtre | Bénin         |
| Alexis Guiengani                   | Chez son Excellence                  | Théâtre | Burkina Faso  |
| Hawa Diallo                        | Une Histoire de Témoin               | Théâtre | Mali          |

### 1ère édition
La première édition s'est tenue du 01 mai au 30 juin 2022. Ces dates comprenaient la phase de création aussi bien que celle de la restitution. La programmation artistique était la suivante : 
| Texte, Mise en scène, chorégraphie | Titres                      | Genre   | Pays          |
| ---------------------------------- | --------------------------- | ------- | ------------- |
| Etienne Minoungou / Ildevert Méda  | Madame, je vous aime        | Théâtre | Burkina Faso  |
| Tiékoro Sangare                    | Le Mur                      | Théâtre | Mali          |
| Idi Nouhou                         | Badadroum                   | Théâtre | Niger         |
| Modibo Coulibaly                   | Le Réveil des Zombies       | Théâtre | Côte d'Ivoire |
| Frédéric Gakpara                   | Internautes, Gueules pêtées | Théâtre | Togo          |

## Partenaires
Reemdoogo, CDC La Termitière, Espace Culturel Napam Beogo, Cie Marbayassa, Cie Feeren, CITO, ATB, Espace Culturel Gambidi, LONAB, Mairie de Ouagadougou, Assemblée Nationale du Burkina Faso, AWA,Wallonie Bruxelles International ,Institut français, Africalia, Bureau de la Coopération Suisse au Burkina Faso, Programme National de Volontariat du Burkina Faso, Face O Scéno, Centre Ka-Yiiri, Fédération du Cartel, Institut Imagine, Buja Sans Tabou, Festival Trans-Amériques, Ecole de La Cambre, Ecole de la Comédie de Saint-Etienne, Théâtre Joliette, Grand T – Théâtre de Loire Atlantique, MC93, Musée National, Théâtre Soleil, Centre de Presse Norbert Zongo, Atelier Silmandé Koombi Culture, EDIT, Oméga Vision, etc. 